# 也门海军
也门海军（阿拉伯语：القوات البحرية اليمنية）是也门共和国的海上武裝力量，成立于1990年5月22日。
也门海军於南北葉門統一後成立，主要任务是防止走私分子，並同時参与也门内战，他们主要装备着苏联和中华人民共和国制造的小型舰艇。是阿拉伯世界中最小的海军力量之一（也门、突尼斯、利比亚）。

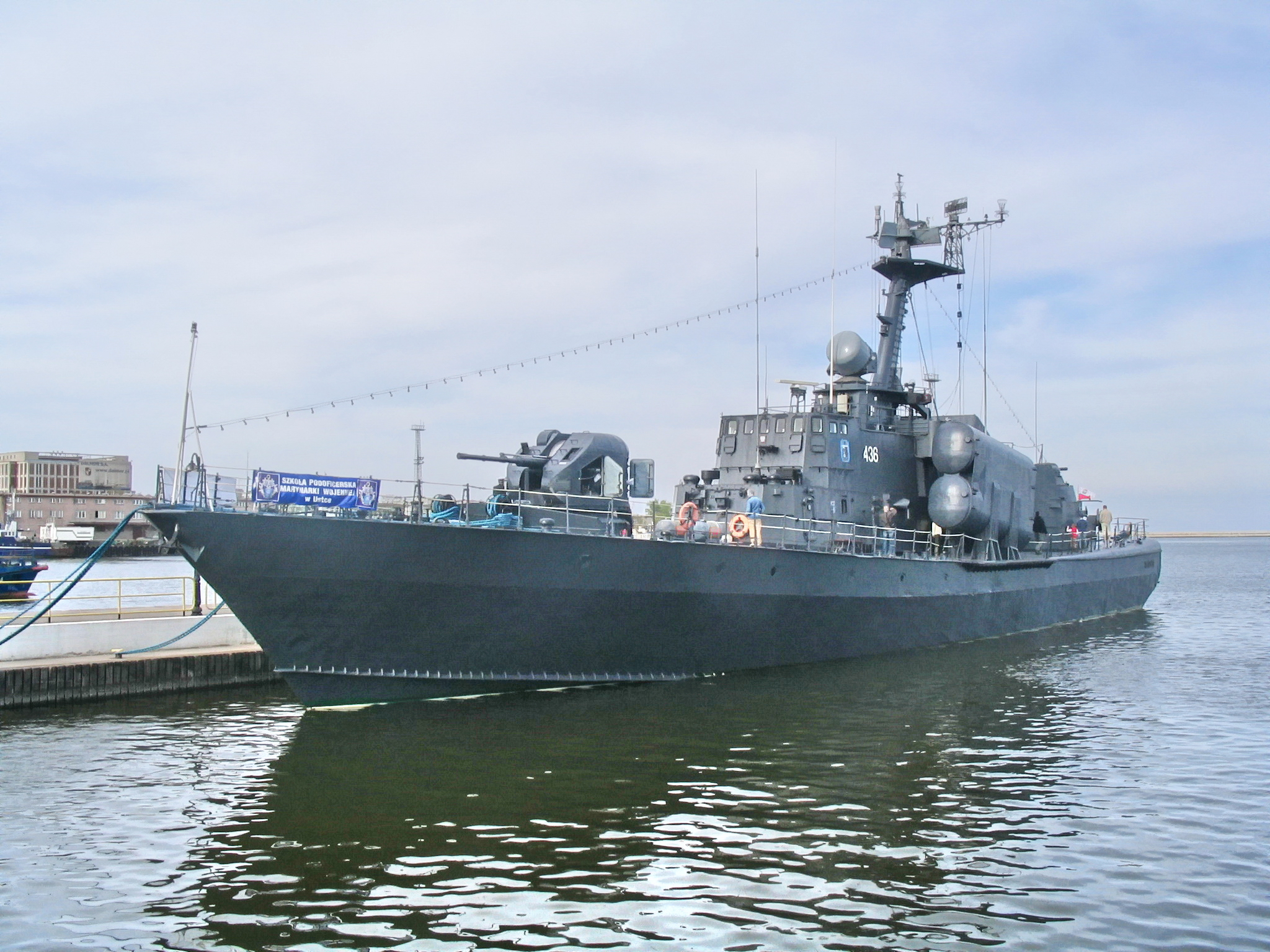
Tarantul I class

自也门内战以来，一些舰艇在战争中损毁。